# Xiaomi Redmi Note 2
Xiaomi Redmi Note 2 та Xiaomi Redmi Note 2 Prime — смартфони компанії Xiaomi, що входять до серії Redmi Note. Були представлені 13 серпня 2015 року. Основними відмінностями Prime-моделі від стандартної є більш розігнаний процесор та більший об'єм вбудованої пам'яті.

## Дизайн
Екран смартфонів виконаний зі скла, а корпус — з матового пластику.
Знизу розташовані роз'єм microUSB та мікрофон. Зверху розташовані 3,5 мм аудіороз'єм, другий мікрофон та ІЧ-порт. З правого боку розміщені глянцеві кнопки регулювання гучності та кнопка блокування смартфона. Динамік знаходиться на задній панелі, яку можна зняти. Слоти під SIM-картки типу Micro-SIM знаходяться під задньою панеллю. Підтримка карт пам'яті доступна лише в китайській версії.
Redmi Note 2 та Redmi Note 2 Prime продавалися в 6 кольорах: сірому, білому, рожевому, жовтому, блакитному та м'ятному зеленому.

## Технічні характеристики

### Платформа
Смартфони отримали процесор MediaTek Helio X10 (8 ядер Cortex-A53 з тактовою частотою 2 ГГц в базовій моделі та 2,2 ГГц в моделі Prime) та графічний процесор PowerVR G6200.

### Батарея
Батарея отримала об'єм 3060 мА·год та підтримку зарядки потужністю 10 Вт. Також є можливість її заміни акумулятора.

### Камера
Пристрої отримали основну камеру на 13 Мп зі світлосилою f/2.2, фазовим автофокусом та можливістю запису відео в роздільній здатності 1080p@30fps. Фронтальна камера отримала роздільність 5 Мп, світлосилу f/2.0 та можливість запису відео в роздільній здатності 720p@30fps.

### Екран
Екран IPS, 5,5", Full HD (1920 × 1080) зі співвідношенням сторін 16:9 та щільністю пікселів 402 ppi.

### Пам'ять
Redmi Note 2 продавався з 16 ГБ вбудованої пам'яті, а Redmi Note 2 Prime — з 32 ГБ. В обох моделях вбудована пам'ять типу eMMC 5.0. Також обидва мають 2 ГБ оперативної пам'яті типу LPDDR3.

### Програмне забезпечення
Смартфони були випущені з MIUI 6 на базі Android 5.0.2 Lollipop та пізніше були оновлені до MIUI 9.